# Windows Live Spaces
Windows Live Spaces (WLSpaces abreviado) foi uma rede de relacionamentos da Microsoft, a qual foi descontinuada em 16 de março de 2011. O site fora lançado no início de dezembro de 2004 como um site blogs sob o nome de MSN Spaces com o objetivo de permitir a seus usuários expressarem-se, publicando seus pensamentos, fotografias e interesses. Com o lançamento da linha Windows Live, o nome foi alterado e agregou serviços de rede social. O principal diferencial é a integração com o Windows Live Messenger.

## Fim do WLSpaces
O serviço foi descontinuado no começo de 2011 e seus usuários tinham até o dia 16 de março para migrarem para o WordPress.com. Devido à migração, as inscrições no WordPress.com dobraram.